# Phaenops drummondi
Phaenops drummondi es una especie de escarabajo joya del género Phaenops, orden Coleoptera. Fue descrita por Kirby en 1837.
La especie se mantiene activa entre enero y octubre, siendo junio y julio los meses donde presenta mayor actividad.

## Descripción
Mide 8-12 mm de longitud.

## Distribución y hábitat
Se distribuye por América del Norte: Estados Unidos y Canadá. Habita principalmente en el bosque de coníferas.